# Maćedonce
Maćedonce (cyr. Маћедонце) – wieś w Serbii, w okręgu jablanickim, w gminie Medveđa. W 2011 roku liczyła 177 mieszkańców.